# Sous-direction de l'anticipation opérationnelle
La Sous-direction de l'anticipation opérationnelle (SDAO) est un service de renseignement de la Gendarmerie nationale française dépendant de la direction des opérations et de l'emploi au sein de la direction générale de la Gendarmerie nationale, voué notamment à l'antiterrorisme. Son rôle est d’animer toute la chaîne fonctionnelle chargée du recueil du renseignement, de son analyse et de sa diffusion, depuis les brigades jusqu'à l'échelon central, en passant par les cellules renseignement des groupements, des bureaux renseignement des régions et bureaux renseignement zonaux.
Cette sous-direction est constituée du Centre de renseignement opérationnel et du Centre d'analyse et d'exploitation de la Gendarmerie. Chargée du recueil, de l'exploitation, de l'analyse et de la diffusion du renseignement, la SDAO pilote une fonction socle servant toutes les missions de la gendarmerie (police judiciaire, sécurité publique, ordre public, défense et protection).
Son action de renseignement s'inscrit également en partenariat étroit et en synergie avec le direction nationale du renseignement territorial de la direction générale de la Police nationale.
Son action de renseignement profite à toutes les missions de la gendarmerie dont celles du bureau de la lutte anti-terroriste, unité opérationnelle de la sous-direction de la Police judiciaire de la Gendarmerie.

## Missions
L'arrêté du 3 décembre 2013 définit les missions de la Sous-direction de l'anticipation opérationnelle :
- « Proposer la doctrine relative aux missions de renseignement au sein de la gendarmerie » ;
- « Traiter l’information interne et externe permettant l’alerte des autorités, ainsi que le suivi des situations sensibles à court terme » ;
- « Participer à la recherche, au recueil, à l’analyse et à la diffusion des informations de défense, d’ordre public et de sécurité nationale nécessaires à l’exécution des missions de la gendarmerie » ;
- « Assurer le traitement du renseignement opérationnel d’ordre public et du renseignement de sécurité économique en métropole et en outre-mer » ;
- « Animer ou participer, avec les autres sous-directions de la direction des opérations et de l’emploi, aux gestions interministérielles de crise » ;
- « Suivre et coordonner l’action des unités dans son domaine de responsabilité ».